# Pucnachén
Pucnachén es una localidad del estado mexicano de Campeche. Es parte del municipio de Calkiní.

## Toponimia
El nombre «Pucnachén» proviene de los términos en maya pucna, caído, derrumbado; Ch'e'en, pozo. Su significado es «pozo derrumbado».

## Demografía
| Gráfica de evolución demográfica |
|                                  |

| Censo | Población |
| ----- | --------- |
| 1900  | 308       |
| 1910  | 367       |
| 1921  | 350       |
| 1930  | 333       |
| 1940  | 291       |
| 1950  | 374       |
| 1960  | 862       |
| 1970  | 418       |
| 1980  | 614       |
| 1990  | 757       |
| 2000  | 778       |
| 2010  | 865       |
| 2020  | 1031      |